# Peter Funnekötter
Peter Funnekötter (ur. 11 czerwca 1946 w Münsterze) – niemiecki wioślarz reprezentujący RFN, brązowy medalista olimpijski.

## Kariera
Wystąpił na igrzyskach olimpijskich w Monachium w 1972, gdzie osada RFN w składzie: Joachim Ehrig, Peter Funnekötter, Franz Held i Wolfgang Plottke zdobyła brązowy medal w czwórkach bez sternika. W finale uplasowali się o 4,14 sekundy za osadą NRD i o 2,77 sekundy za osadą Nowej Zelandii. Był to jego jedyny start olimpijski.
W tej samej konkurencji wspólnie z Ehrigiem, Plottke i Clausem Schneggenburgerem srebrny medal na mistrzostwach świata w St. Catharines (1970).
Zdobył ponadto brąz w czwórce bez sternika na mistrzostwach Europy w Kopenhadze (1971).
Odznaczony Srebrnym Liściem Laurowym, najwyższym sportowym odznaczeniem państwowym. W 1976 zdobył mistrzostwo kraju w ósemkach. Po zakończeniu został dentystą, prowadził praktykę w Münsterze.